# Березова вулиця (Київ)
Бере́зова ву́лиця — вулиця у Солом'янському районі міста Києва, селище Жуляни. Пролягає від вулиці Ганни Арендт до кінця забудови.

## Історія
Вулиця виникла у середині 2000-х років. Сучасна назва — з 2015 року.